# Cyril Chamberlain
Cyril Chamberlain, né le 8 mars 1909 à Londres et mort le 5 décembre 1974 à Builth Wells au pays de Galles, est un acteur britannique. 
Il a tourné dans 139 films de 1938 à 1966

## Filmographie partielle
- 1936 : The Man behind the Mask : Détective Thompson (non crédité)
- 1938 : Smoky Cell
- 1938 : The Man with 100 Faces (non crédité)
- 1939 : Ask a Policeman (non crédité)
- 1939 : Dangerous Masquerade : George Franklin (non crédité)
- 1939 : L'Espion noir (non crédité)
- 1939 : La Vie d'une autre
- 1939 : Poison Pen : Peter Cashelton
- 1939 : Shadows of the Underworld : Swindon
- 1939 : The Body Vanished : Auctioneer
- 1939 : What Would You Do, Chums ? : Mike Collins
- 1940 : Goofer Trouble
- 1940 : Jail Birds (en) d'Oswald Mitchell : Bob
- 1940 : Love on Leave
- 1940 : Old Mother Riley in Society
- 1940 : Return to Yesterday : Bit Part (non crédité)
- 1940 : Un drôle de flic : Policier (non crédité)
- 1941 : A Good Landfall
- 1941 : Crook's Tour : American (non crédité)
- 1941 : He Found a Star : Louie
- 1941 : Night Watch
- 1941 : Old Mother Riley in Business : John Halliwell
- 1941 : The Common Touch : Jenkins (non crédité)
- 1942 : Black Sheep of Whitehall : B.B.C. Producer (non crédité)
- 1942 : The Big Blockade : Press
- 1945 : India Strikes
- 1947 : Dancing with Crime : Sniffy
- 1947 : La Vengeance du docteur Joyce : Junior Docteur (non crédité)
- 1947 : Le Mort accuse : PC Rix (non crédité)
- 1947 : The Smugglers : Court clark
- 1948 : Crock of Gold
- 1948 : Dulcimer Street : Détective Sergeant Wilson
- 1948 : Here Come the Huggetts : Policier at Crash Site (non crédité)
- 1948 : Le Gang des tueurs : Détective (non crédité)
- 1948 : My Brother's Keeper : Archer (non crédité)
- 1948 : Quartet : Reporter (segment "The Kite")
- 1948 : The Blind Goddess : Policier in Park
- 1948 : The Calendar : Customs Official
- 1948 : The Dark Road (ou There Is No Escape) d'Alfred J. Goulding
- 1949 : A Boy, a Girl and a Bike : Bert Gardner
- 1949 : Boys in Brown : Mr. Johnson
- 1949 : Don't Ever Leave Me : News Reporter
- 1949 : Helter Skelter (non crédité)
- 1949 : It's Not Cricket : 2nd. Miltary Policier
- 1949 : Le Mystère du camp 27 : Supervisor
- 1949 : Maniacs on Wheels : Reporter
- 1949 : Marry Me : P.C. Jackson
- 1949 : Politique... et lapins : Sentry
- 1949 : Stop Press Girl : Johnnie
- 1949 : The Bad Lord Byron : Defending Counsel
- 1949 : The Huggetts Abroad : Hopkinson (non crédité)
- 1949 : Whisky à gogo : Bit Part (non crédité)
- 1950 : Jungle Treasure : Capitaine Daincourt
- 1950 : La Fille aux papillons : Passport Official (non crédité)
- 1950 : Le Grand Alibi : Détective Sgt. Loomis (non crédité)
- 1950 : Tony Draws a Horse : Minor Role
- 1950 : Waterfront Women : Reporter (non crédité)
- 1951 : Blackmailed : Police Constable
- 1951 : De l'or en barres : Commander
- 1951 : Fortune in Diamonds : Waiter
- 1951 : Lady Godiva Rides Again : Harry
- 1951 : Scarlet Thread : Mason
- 1952 : Folly to Be Wise : Drill Sergeant
- 1952 : La Route de la mort : Bailey (non crédité)
- 1952 : Sing Along with Me : Jack Bates
- 1953 : A Day to Remember : Boarding Card Official on Ferry (non crédité)
- 1953 : Deadly Nightshade : Bit Part (non crédité)
- 1953 : Le Roi de la pagaille : Alf
- 1953 : M7 ne répond plus : Insp. Carter
- 1953 : Out of the Bandbox
- 1953 : Rheingold Theatre
- 1953 : Stand by to Shoot
- 1953 : The Accused : Policier
- 1953 : Week-end à Paris : Bit Part (non crédité)
- 1954 : Companions in Crime
- 1954 : Enquête spéciale : Castle
- 1954 : Forbidden Cargo : Customs Officer (non crédité)
- 1954 : Impulse : Gray
- 1954 : L'Enfer au-dessous de zéro : Factory Ship Radio Operator
- 1954 : Prisonnier du harem : Stores Officer
- 1954 : The Embezzler : Alec Johnson
- 1954 : The Grove Family
- 1954 : Toubib or not toubib : Policier
- 1954 : Up to His Neck : Walter (non crédité)
- 1954 : Vingt-deux long rifle : Foster
- 1955 : Above Us the Waves : CPO Chubb
- 1955 : An Alligator Named Daisy : Invité de la fête (non crédité)
- 1955 : Fièvre blonde : Hotel Manager (non crédité)
- 1955 : London Playhouse
- 1955 : Man of the Moment : British Delegate
- 1955 : Raising a Riot : Policier (non crédité)
- 1955 : Rendez-vous à Rio : Whimble
- 1955 : Simon et Laura : Bert
- 1955 : The Vise
- 1955 : The Way Out (en) (Dial 999) : Anderson (murder victim)
- 1955 : Windfall : Clarkson
- 1956 : Ce sacré z'héros : Bit Part (non crédité)
- 1956 : Eyewitness : Cinema Patron (non crédité)
- 1956 : ITV Television Playhouse
- 1956 : In the Pocket : Détective at Hotel (non crédité)
- 1956 : La Page arrachée : Uniformed Police Officer (non crédité)
- 1956 : The Gamma People : Graf
- 1956 : The Wall of Death
- 1956 : Une bombe pas comme les autres : Sergeant Bassett
- 1956 : Up in the World : Harper
- 1956 : Whisky, vodka et jupon de fer : Hotel Doorman (non crédité)
- 1957 : After the Ball : Villiers
- 1957 : Fric-Fracs à gogo : Capitaine
- 1957 : Hour of Mystery
- 1957 : C'est bien ma veine : Goodwood Official
- 1957 : L'Histoire de Tommy Steele : Chief Steward
- 1957 : L'Évadé du camp 1 : Sergeant 'Later' (non crédité)
- 1957 : Le Prince et la Danseuse (non crédité)
- 1957 : Aventure à Soho (Miracle in Soho) : Policier (non crédité)
- 1957 : O.S.S.
- 1957 : Rien ne sert de pleurer : Hall Porter
- 1957 : Toubib en liberté : Police Constable (non crédité)
- 1958 : Allez-y sergent ! : Gun Sergeant
- 1958 : Atlantique, latitude 41° : Quartermaster George Thomas Rowe
- 1958 : BBC Sunday-Night Theatre
- 1958 : Chain of Events : Bus Conducteur
- 1958 : Innocent Sinners : Col. Francis Baldock (non crédité)
- 1958 : Ivanhoé
- 1958 : L'Homme au fusil : Supt. Wood
- 1958 : The Duke Wore Jeans : Barman
- 1958 : The Man Who Wouldn't Talk : Liftman (non crédité)
- 1958 : The New Adventures of Charlie Chan
- 1958 : Wonderful Things ! : Butler
- 1959 : Entrée de service : Garde
- 1959 : Le collège s'en va-t-en guerre (Carry On Teacher) de Gerald Thomas : Alf Hudson
- 1959 : Operation Bullshine : Orderly Sergeant
- 1959 : Pages indiscrètes : Mr. Jones
- 1959 : The Common Room
- 1959 : The Heart of a Man : Boxing MC (non crédité)
- 1959 : The Ugly Duckling : Sergent de police (non crédité)
- 1959 : Ni fleurs ni couronnes (Too Many Crooks) : officier en chef des pompiers (non crédité)
- 1959 : Un thermomètre pour le colonel : Bert Able
- 1959 : William Tell
- 1960 : Beware of Children : Cafe proprietor
- 1960 : Hold-up à Londres : AA Patrolman (non crédité)
- 1960 : L'Amour en pilules : Bit Part (non crédité)
- 1960 : Le Paradis des monte-en-l'air : Gate Warder (Day)
- 1960 : Les Loustics à l'hosto : Thurston
- 1960 : No Hiding Place
- 1960 : Norman dans la marine : Jimmy the Landlord (non crédité)
- 1960 : The Dover Road Mystery
- 1960 : The Pure Hell of St. Trinian's : Army Capitaine
- 1961 : Carry on Regardless : Policier
- 1961 : Dentist on the Job : Director
- 1961 : Flammes dans la rue : Dowell
- 1961 : Nearly a Nasty Accident : Warr. Off. Breech
- 1961 : Raising the Wind : L.A.M.A. Porter
- 1961 : Stryker of the Yard
- 1962 : A Pair of Briefs : Policier (non crédité)
- 1962 : La Folle croisière : Tom Tree, Steward
- 1962 : Le Limier de Scotland Yard (On the Beat) : Cafe Proprietor (non crédité)
- 1963 : Carry on Cabby : Sarge
- 1963 : Docteur ne coupez pas (non crédité)
- 1963 : The Human Jungle
- 1963 : Un beau châssis : Mrs. Webb's Teammate
- 1964 : Agent secret 00.0H contre docteur Crow : Bit Part (non crédité)
- 1964 : Fabrique d'espions : Anderson
- 1965 : Joey Boy : Lt. James Ridley (non crédité)
- 1965 : Le Saint
- 1965 : Secret Agent
- 1965 : Two Left Feet : Miles
- 1966 : Gypsy Girl : Hubberd
- 1966 : The Great St. Trinian's Train Robbery : Maxie
- 1966 : The Yellow Hat (non crédité)